# 高橋直純Trouble Maker
高橋直純のトラブルメーカー(高橋直純 Trouble Maker)（たかはしなおずみのとらぶるめーかー）は、岐阜放送、東北放送、東海ラジオ、ニコニコ動画にて配信されているアニメ系ラジオ番組。Twitter公式ハッシュタグは、#トラメカで。

## 番組概要
- 2004年4月4日放送開始。番組開始当初はFM NACK5とラジオ大阪のみでの放送だったが、後に岐阜放送、東海ラジオ、北海道放送 、東北放送 が加わった。 現在は東海ラジオ・東北放送・岐阜放送の3局で放送している。

- 放送開始～2005年9月の放送までは高橋直純の単独番組。以降アシスタントとして鈴木達央が入ったが2007年9月で卒業。2007年10月からはLEGOLGELのHILUMAがサブパーソナリティとして加入。2008年4月からは、再び高橋直純の単独番組となっている。

- 2005年4月～2005年9月までは「Animelo Nights」という「S.S.D.S愛の解体新書」とあわせて1時間番組であった時期もあり、この時より岐阜放送でもネットが始まった。Animelo Nights終了と共に2005年10月から再び30分番組に戻った。

- 高橋直純が入院および休養した際には宮田幸季がパーソナリティを代行していた(2004年9月12日～10月31日、2023年6月17日・24日)。

- スポンサーはリアライズレコード。改編前はS.S.D.S・ランティス・ドワンゴ・エージー・エンタテインメント（アニメロミックス）が加わっていた。

- 2007年10月から、パーソナリティの噛んだ回数に応じて「カミ貯金」が加算されるシステムがあった。（1回100円）。放送終了後、その週の結果と累計が携帯サイトにて更新された。

- なお番組制作はこれまで高橋直純が携わってきた番組と同じくタワーズ(フラミンゴスタジオ)である。

- 2010年4月より「高橋直純のトラ×ブルメーカー」に改題している。

- 公開録音は、2006年に中野区・なかのZERO、2008年に大阪府豊中市・豊中市民会館、2010年に名古屋市・名古屋市公会堂で行われ、2012年は、仙台市・勾当台公園で行われたTBC夏祭りで公開録音をした。

## パーソナリティ
- 高橋直純
- 鈴木達央　(2005年10月2日～2007年9月30日)
- HILUMA　(2007年10月7日～2008年3月30日)

## 放送局・放送時間
- 岐阜放送 月曜日 20:00～20:30（ネット開始～2005年9月）→月曜日 22:30～23:00（2005年10月～2008年9月）→日曜日24:30～25:00（2008年10月～）
- 東北放送 日曜日 24:30～25:00（2009年4月～2010年3月）→24:00～24:30（2010年4月～）→24:30～25:00（2012年4月～）
- 東海ラジオ 日曜日 25:00～25:30（2005年4月～2008年9月）→日曜日22:30～23:00（2008年10月～2010年4月4日）→土曜日27:00～27:30（2014年11月～2016年3月26日）→土曜日27:30～28:00（2016年4月2日～）
- ニコニコ動画(2012年まではdmcチャンネル)　毎週月曜日配信（2010年4月～）→日曜日 24:35頃配信

### 過去の放送局
- FM NACK5  日曜日 22:00～22:30
- ラジオ大阪 火曜日24:00～24:30（ネット開始～2008年3月）→ 月曜日 24:00～24:30（2008年4月～9月）→10月～日曜日 23:30～24:00（#225～再ネット）→2009年4月～2010年4月 日曜日 23:00～23:30
- 北海道放送 日曜日 25:30～26:00（2009年4月～2010年4月4日）

## 現在のコーナー
「フツおた」
普通のお便りコーナー。高橋直純本人の宣伝もここでよく行われる。
「トラブルの泉」
周りで起こった、ちょっと笑ってしまうようなトラブルを紹介する番組当初からあるコーナー。
パーソナリティー・スタッフがトラブル度合いを判定。現在は評価をすることはないが、以前は5トラブル以上でステッカーがもらえた。
「半沢直純の倍返しだ！」
2013年に放映されていたドラマ「半沢直樹」にあやかりできたコーナーといえる。
リスナーから届いた、上司や日々の出来事への不満を吐き出し、半沢直純が倍返し、助言をしていく。
「自己発電プチハッピー～あなたのGOODスポット～」
自分のテンションが上がる、元気が出るお気に入りの場所を紹介。
元は「～幸せの種プロジェクト～」として小さなハッピーな出来事を紹介していた。
「高橋直純の天体観測」
高橋直純が最近の近況などを語るコラムのコーナー。高橋直純単独コーナーになっている。

## 過去のコーナー
「トラブルクッキング」
高橋直純が入院中、宮田幸季が企画したコーナー。
元は1つの食材をフィーチャーして検証するコーナーだったが、最近はリスナーや宮田幸季が発案した食材たちを混ぜドリンクとして飲むというものになっている。
「なおことピーコのなんでも相談室」
高橋直純がなおこ、鈴木達央がオウムのピーコ役を演じ、リスナーからの相談に答えてくれる。
鈴木達央はピーコ以外にもネコのミーコや蚊のカー子（男）、まれに宇宙人のチューさんを演じる。元は全て高橋直純の無茶振りから生まれたキャラクターである。
鈴木達央の卒業の際、ピーコは「鬼ヶ島へ行く」と言い残し去っていき終了。（後の放送で「語学留学のためだった」という発言もある）
「なおことえにゃりのなんでも相談室　MAX」
高橋直純がなおこ、HILUMAがえにゃりを演じリスナーからの質問に答えてくれる。
ファンからのリクエストから復活したコーナー。
HILUMA卒業の際、えにゃりは「修行の旅に出る」と言い残し去って行き終了。
「scene～残したい物～」
リスナーの残したい物、風景等を紹介するコーナー。
「トラブルクエスト」
毎回違ったシチュエーションで届けるショートストーリー。
前編の放送を元に後編はリスナーによる携帯電話での投票で物語の分岐が決まり結末が左右されるリスナー参加型ドラマ。
「RADIO INSPIRE」
リスナーから募集したラジオに関するエピソードを元に、パーソナリティー2人(HILUMA時代)がテーマソングを作っていくコーナー。
「直兄／たっつん言って」
毎週、高橋直純・鈴木達央が週代わりでリスナーの言ってほしい台詞をラストに言ってくれる。
個人名や長い台詞は不可。
「直兄／HILUMA言って」
毎週、高橋直純・HILUMAが週代わりでリスナーの言ってほしい台詞をラストに言ってくれる。
個人名や長い台詞は不可。
「言の葉POST～絆～」
伝えたいのに伝えられない、心に秘めた感謝や愛の告白などを代弁するコーナー。シングル『タイムカプセル』発売後、「～FUTURE～」として未来の自分に向けての思いを代弁する。
このコーナーのみ、メールの投稿が不可で葉書での投稿であった。
「あたかもシチュエーションボイス」
毎月出されるシチュエーションに合わせて、高橋直純に言ってほしい一言をリクエストする。
など数多く存在した。